# اسکادران (نیروی زمینی)

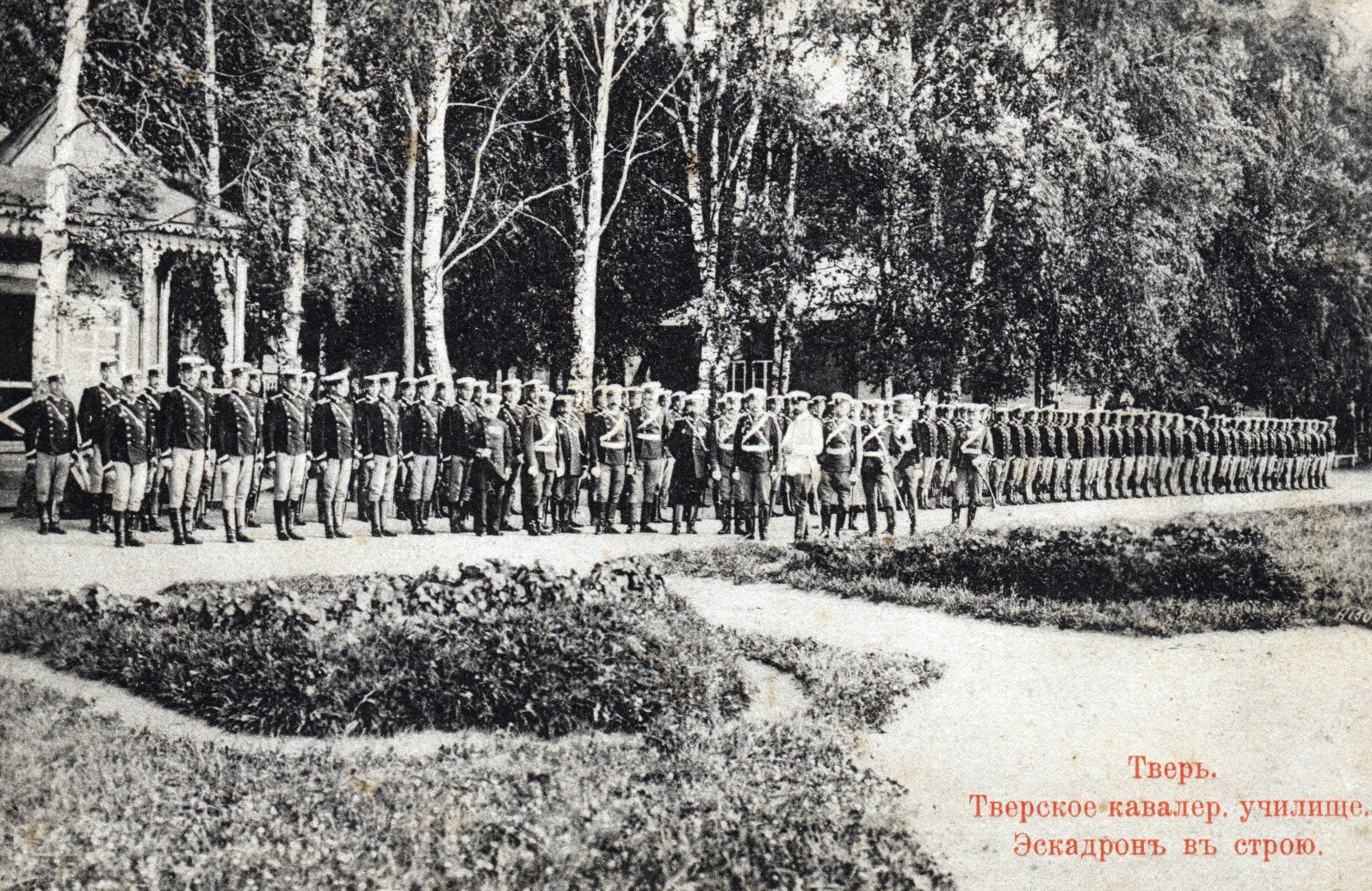
نمایی از اسکادران سواره نظام روسیهٔ تزاری حین آموزش - ۱۹۰۵

اسکادران (انگلیسی: Squadron) یا اسکادران ارتش، از نظر تاریخی یک زیر واحد سواره نظام، یک گروهان یا تشکیلات نظامی به اندازه یک گردان بود. این اصطلاح هنوز برای اشاره به واحدهای سواره نظام مدرن نیز استفاده می‌شود، اما می‌تواند به عنوان نامگذاری برای سایر سلاح‌ها و خدمات نیز استفاده شود. در برخی کشورها، مانند ایتالی و به‌طور مشخص در نیروی زمینی ایتالیا، واحد سواره نظام در سطح گردان، «گروه اسکادران» نامیده می‌شود. در نیروهای مسلح کشورهای مختلف، اغلب یک سرهنگ دوم، وظیفه فرماندهی یک اسکادران ارتش را برعهده دارد.